# Blarina hylophaga
Blarina hylophaga là một loài động vật có vú trong họ Chuột chù, bộ Soricomorpha. Loài này được Elliot mô tả năm 1899.
Chuột chù đuôi ngắn Elliot được tìm thấy trong môi trường vùng thấp với thảm thực vật nặng từ miền nam Iowa và Nebraska ở phía bắc đến các vùng của Texas và miền bắc Louisiana ở phía nam, bao gồm phần lớn các bang Missouri, Kansas, Oklahoma và Arkansas, và phía đông bắc góc Colorado. Hai phân loài hiện được công nhận:
- Blarina hylophaga hylophaga - khắp phần lớn phạm vi phân bố
- Blarina hylophaga plumbea - Texas